# Пряма ознака порівняння
У математиці ознаку порівняння, яку іноді називають прямою ознакою порівняння, щоб відрізняти її від подібних споріднених ознак (особливо ознака граничного порівняння), забезпечує спосіб доведення збіжності або розбіжності нескінченного ряду або невласного інтегралу.
В обох випадках ознака працює, порівнюючи даний ряд або інтеграл із рядом або інтегралом, властивості збіжності яких відомі.

## Для рядів
У диференціальному та інтегральному численні ознака порівняння для рядів зазвичай складається з пари тверджень про нескінченні ряди з невід'ємними (дійсними) членами:
- Якщо нескінченний ряд {\displaystyle \sum b_{n}}є збіжним i {\displaystyle 0\leq a_{n}\leq b_{n}} для всіх досить великих {\displaystyle n} (тобто для всіх {\displaystyle n>N}для деякого фіксованого значення {\displaystyle N}), то нескінченний ряд  {\displaystyle \sum a_{n}} також є збіжним.
- Якщо нескінченний ряд {\displaystyle \sum b_{n}} є розбіжним і {\displaystyle 0\leq b_{n}\leq a_{n}} для всіх достатньо великих {\displaystyle n} то нескінченний ряд {\displaystyle \sum a_{n}} також є розбіжним.

Зауважимо, що ряди з більшими членами іноді називаються домінантними (або частково домінантними) відносно рядів з меншими членами.
Як варіант ознаку можна сформулювати у термінах абсолютної збіжності, і в цьому випадку її також застосовують для рядів із 
комплексними членами:
- Якщо нескінченний ряд {\displaystyle \sum b_{n}} є абсолютно збіжним і {\displaystyle |a_{n}|\leq |b_{n}|} для всіх достатньо великих {\displaystyle n}, то нескінченний ряд {\displaystyle \sum a_{n}} теж є абсолютно збіжним.
- Якщо нескінченний ряд {\displaystyle \sum b_{n}} не є абсолютно збіжним і {\displaystyle |b_{n}|\leq |a_{n}|} для всіх достатньо великих {\displaystyle n}, то нескінченний ряд {\displaystyle \sum a_{n}} теж не є абсолютно збіжним.

Зауважимо, що в цьому останньому твердженні ряд {\displaystyle \sum a_{n}} все ще може бути умовно збіжним; для дійснозначних рядів також може трапитися, якщо не всі {\displaystyle a_{n}} є невід'ємними.
Друга пара тверджень еквівалентна першій у випадку дійснозначних рядів, тому що ряд {\displaystyle \sum c_{n}} є абсолютно збіжним тоді і тільки тоді, коли ряд {\displaystyle \sum |c_{n}|} (ряд з невід'ємними членами) є збіжним.

## Доведення
Доведення всіх наведених вище тверджень є подібними. Наведемо тут доведення третього твердження.
Нехай {\displaystyle \sum a_{n}} та {\displaystyle \sum b_{n}} — нескінченні ряди такі, що ряд {\displaystyle \sum b_{n}} є абсолютно збіжний (таким чином, ряд {\displaystyle \sum |b_{n}|} збіжний) і  не втрачаючи загальності вважаємо, що {\displaystyle |a_{n}|\leq |b_{n}|} для всіх додатних натуральних {\displaystyle n}.
Розглянемо часткові суми .
{\displaystyle {\begin{aligned}S_{n}=|a_{1}|+|a_{2}|+\dots +|a_{n}|,\quad T_{n}=|b_{1}|+|b_{2}|+\dots +|b_{n}|\end{aligned}}}
Оскільки ряд {\displaystyle \sum b_{n}} абсолютно збіжний, то {\displaystyle \lim \limits _{n\to \infty }T_{n}=T} для деякого дійсного числа {\displaystyle T}. Для всіх {\displaystyle n}:
{\displaystyle {\begin{aligned}0\leq S_{n}&=|a_{1}|+|a_{2}|+\dots +|a_{n}|\leq |a_{1}|+\dots +|a_{n}|+|b_{n+1}|+\dots =\\&=S_{n}+(T-T_{n})\leq T.\end{aligned}}}
Послідовність {\displaystyle S_{n}} — неспадна, а послідовність {\displaystyle S_{n}+(T-T_{n})} — незростаюча.
Нехай {\displaystyle m,n>N}, тоді  {\displaystyle S_{n}} та {\displaystyle S_{m}} належать інтервалу {\displaystyle [S_{N},S_{N}+(T-T_{N})]}, довжина якого {\displaystyle T-T_{N}} прямує до нуля при {\displaystyle N\to \infty }.
Це показує, що {\displaystyle \{S_{n}\}_{n-1,2,\dots }} є послідовністю Коші, і тому вона є збіжною.
Таким чином, ряд {\displaystyle \sum a_{n}} є абсолютно збіжним.

## Для інтегралів
Ознаку порівняння для інтегралів можна сформулювати наступним чином: для неперервних дійснозначних функцій {\displaystyle f} і {\displaystyle g}, заданих на проміжку {\displaystyle [a,b)}, вважаємо, що або {\displaystyle b} дорівнює {\displaystyle +\infty }, або ж дійсному числу, при якому кожна з функції {\displaystyle f} та {\displaystyle g} мають вертикальну асимптоту:
- Якщо невласний інтеграл {\displaystyle \displaystyle \int _{a}^{b}g(x)\,{\rm {d}}x} є збіжним і {\displaystyle 0\leq f(x)\leq g(x)} для {\displaystyle a\leq x<b}, тоді невласний інтеграл {\displaystyle \displaystyle \int _{a}^{b}f(x)\,{\rm {d}}x} також є збіжним, причому

```
      

  

    

      

        

          
∫

          

            
a

          

          

            
b

          

        

        
f

        
(

        
x

        
)

        

        

          

            
d

          

        

        
x

        
≤

        

          
∫

          

            
a

          

          

            
b

          

        

        
g

        
(

        
x

        
)

        

        

          

            
d

          

        

        
x

        
.

      

    

    
{\displaystyle \int _{a}^{b}f(x)\,{\rm {d}}x\leq \int _{a}^{b}g(x)\,{\rm {d}}x.}

  

```

- Якщо невласний інтеграл {\displaystyle \displaystyle \int _{a}^{b}g(x)\,{\rm {d}}x} є розбіжним і {\displaystyle 0\leq g(x)\leq f(x)} для {\displaystyle a\leq x<b}, тоді невласний інтеграл {\displaystyle \displaystyle \int _{a}^{b}f(x)\,{\rm {d}}x} також є розбіжним.

## Ознака порівняння відношень
Інша ознака збіжності дійснозначних рядів  подібна як до прямої порівняльної ознаки розглянутої вище, так і до ознаки д'Аламбера, називається ознакою порівняння відношень:
- Якщо нескінченний ряд {\displaystyle \sum b_{n}} є збіжним, {\displaystyle a_{n}>0}, {\displaystyle b_{n}>0} i {\displaystyle {\frac {a_{n+1}}{a_{n}}}\leq {\frac {b_{n+1}}{a_{n}}}} для всіх достатньо великих {\displaystyle n}, тоді нескінченний ряд {\displaystyle \sum a_{n}} також є збіжним.
- Якщо нескінченний ряд {\displaystyle \sum b_{n}} є розбіжним, {\displaystyle a_{n}>0}, {\displaystyle b_{n}>0} i  {\displaystyle {\frac {a_{n+1}}{a_{n}}}\geq {\frac {b_{n+1}}{a_{n}}}} для всіх достатньо великих {\displaystyle n}, тоді нескінченний ряд {\displaystyle \sum a_{n}} також є розбіжним.